# Chesterfield, Illinois
Chesterfield är en ort i Macoupin County i delstaten Illinois, USA.